# Sagsai
Sagsai ou Sagsay () est un sum du aïmag de Bayan-Ölgii, à l’extrémité Ouest de la Mongolie, principalement peuplée de Kazakhs.